# Эль-Кальюби, Мохамед Камель
Мохамед Камель Эль-Кальюби (1943—2017 гг.) — египетский кинорежиссер, сценарист, кинокритик, исследователь египетского кино, профессор Высшего института кино Академии искусств в Каире. Принимал активное участие в развитии кинофестивалей в Египте, автор ряда книг по истории египетского кино.

## Биография
Родился 8 мая 1943 г. в Каире. Окончил инженерный факультет университета Айн-Шамс в Каире, после чего продолжил образование в Высшем институте кино. В 1986 году защитил диссертацию во ВГИКе в Москве на тему «Национальная культура и проблемы кинорежиссуры в Египте».
Вернувшись в Египет, работал преподавателем в Институте кино, в качестве режиссера снял пять художественных фильмов, два телесериала и ряд документальных работ. В период с 1999 по 2001 гг. возглавлял Национальный киноцентр Египта. Лауреат государственной премии в сфере искусств.

## Фильмография
Работы Мохамеда Камеля Эль-Кальюби получили высокую оценку, и были отмечены рядом призов как на египетских, так и на международных кинофестивалях.
«Мохамед Баюми и хроники потерянного времени» (1989 г.) — документальный фильм, посвященный истокам египетского кино, удостоился золотого приза Дамасского международного фестиваля в 1991 году. После этого фильма, благодаря исследованиям режиссера, были изменены ключевые даты зарождения египетского кинематографа.
«Трое в пути» (1993 г.) — художественный фильм, сюжет которого построен вокруг путешествия главного героя — водителя грузовика Махмуда и его попутчиков с юга на север Египта. Картина была отмечена специальным призом жюри бьеннале арабского кино в Париже в 1994 году.
«Почему море смеется» (1995 г.) — художественный фильм, главный герой которого александрийский бухгалтер Хуссейн решает бросить вызов повседневной рутине и присоединяется к цирковой труппе. Фильм был отмечен призом в номинации «Лучшая режиссура (первая или вторая работа)» Национального кинофестиваля Египта.
«Осень Адама» (2002 г.) — главный герой фильма Адам не принимает в душе кровавый закон мести, но при этом не может отступить от многовековых традиций своей деревни на юге Египта. Его сын был убит в самый разгар веселья на своей свадьбе. На протяжении долгих лет Адам вынашивает идею отомстить, и ждет свадьбы сына обидчика, чтобы убить его в этот день.
Фильм был отмечен рядом призов, в том числе в номинации «Лучший арабский фильм» на Каирском международном кинофестивале 2002 года.